# Grünerløkka
Grünerløkka (ortografía alternativa: Grünerløkken, el sufijo "-en" es una forma del artículo definido en noruego) es un distrito de la ciudad de Oslo, Noruega. Grünerløkka se convirtió en parte de la ciudad de Oslo (entonces Cristiania) en 1858.

## Historia
Grünerløkka lleva el nombre de Friedrich Grüner, quien compró un molino en la zona del rey Cristián V de Dinamarca en 1672. El último elemento de la palabra es la forma finita de løkke ("establo"), por lo que un significado aproximado del nombre de la localidad sería El establo de Grüner).
Durante el siglo XIX, Grünerløkka se convirtió en una zona de clase trabajadora. Varias fábricas fueron ubicadas aquí, debido a las ventajas de estar situado cerca del río Akerselva. Christiania Seildugsfabrikk en 1856 y Aktieselskapet Herkules en 1898 fueron dos de las primeras fábricas establecidas. 
Thorvald Meyer compró partes de la zona de Grünerløkka en 1861. Construyó la calle principal de la ciudad, la cual lleva ahora su nombre, Thorvald Meyers gate.
En 1866, Grünerløkka (parroquia Paulus) tenía una población total de 13 600. En 1900 el número había aumentado a 22 000. En ese momento, solo 5 calles de Oslo tenían una población por encima de 3000, lo que habla de la alta densidad demográfica relativa que posee. De ellas, tres calles se encuentran en Grünerløkka: Markveien, Thorvald Meyers gate y Toftes gate (nota: gate significa calle en noruego).
En 1864, un metro cuadrado tenía un precio de alrededor de 30 chelines noruegos (la unidad monetaria de Noruega en ese momento). La venta de terrenos empezó después del año 1864, aunque con precios comparativamente bajos. Incluso, el propietario de las mejores tierras, Thorvald Meyer, ofreció a bajo precio sus propiedades, aunque casi nadie compró ninguna de ellas hasta después de 1868.
La plaza del parque, llamada Olaf Ryes plass, obtuvo su nombre del general Rye. Era un campo abierto a finales de la década de 1880. El terreno fue comprado por el municipio de Oslo a la familia Grüner por 10 000 coronas noruegas en 1883. En el sitio fue construida una estrecha calle diagonal, que llevaba desde Markveien hasta Thorvald Meyers gate. Tenía un punto de parada para el caballo y el carruaje en el punto medio. Este pequeño trozo de calle, a través de los años, se convirtió en una plaza peatonal que permanece invariable hasta el momento desde la década de 1930.
Hoy en día, el barrio cuenta con su propio club deportivo, Grüner, fundado en 1914 con el hockey sobre hielo y el fútbol como las actividades más importantes. Grüner Fotball juega sus partidos de local en el complejo deportivo Dælenenga idrettspark (Deportes Dælenenga) y actualmente forma parte de la tercera división del sistema de fútbol noruego. El equipo de hockey sobre hielo juega los partidos en casa en Grünerhallen, que forma parte del mismo complejo.

## Galería

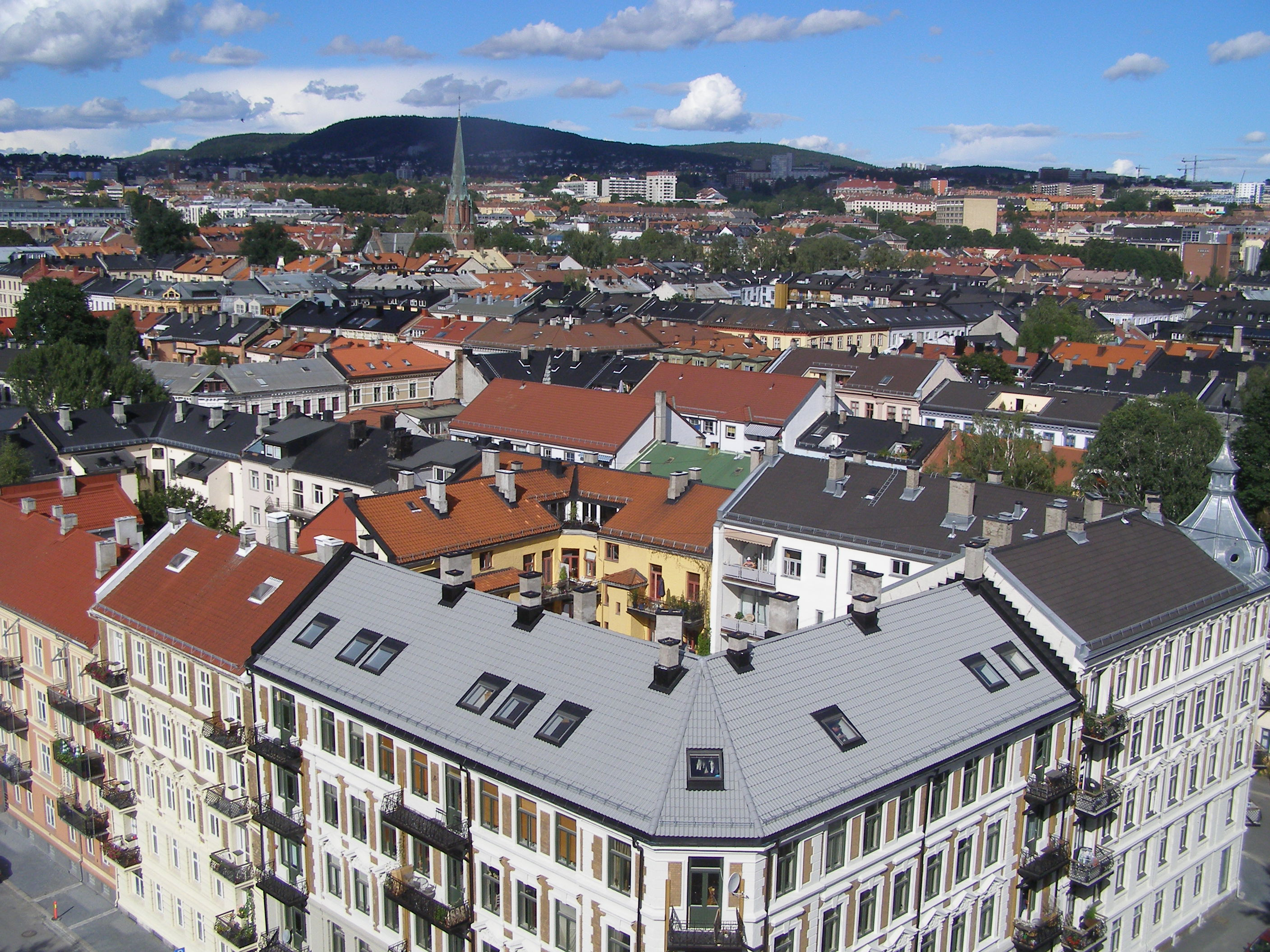
Vista desde el "silo" (Marselis gate 24) al nordeste de Grünerløkka
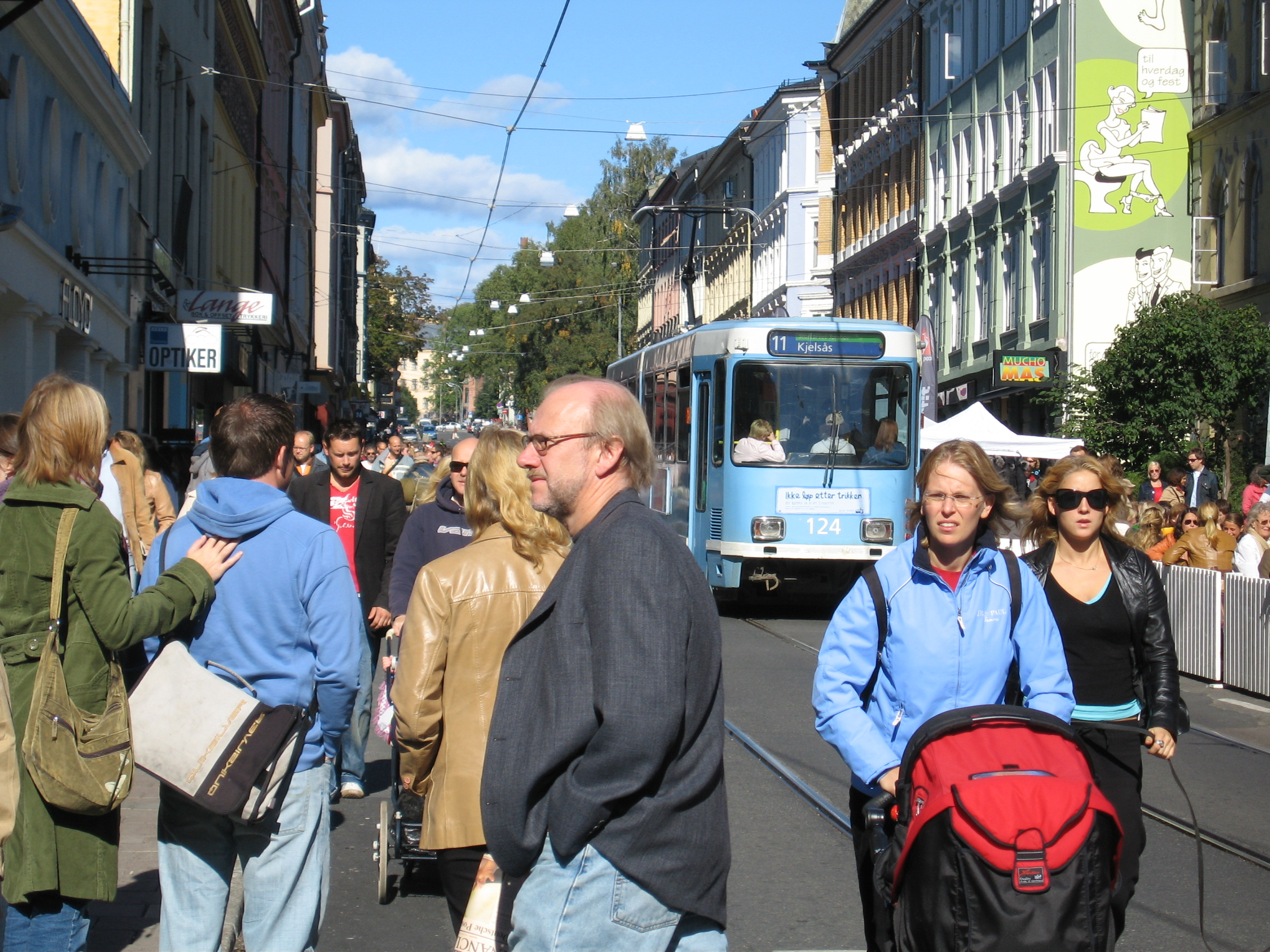
Tranvía en día de mercado en la calle de Thorvald Meyer
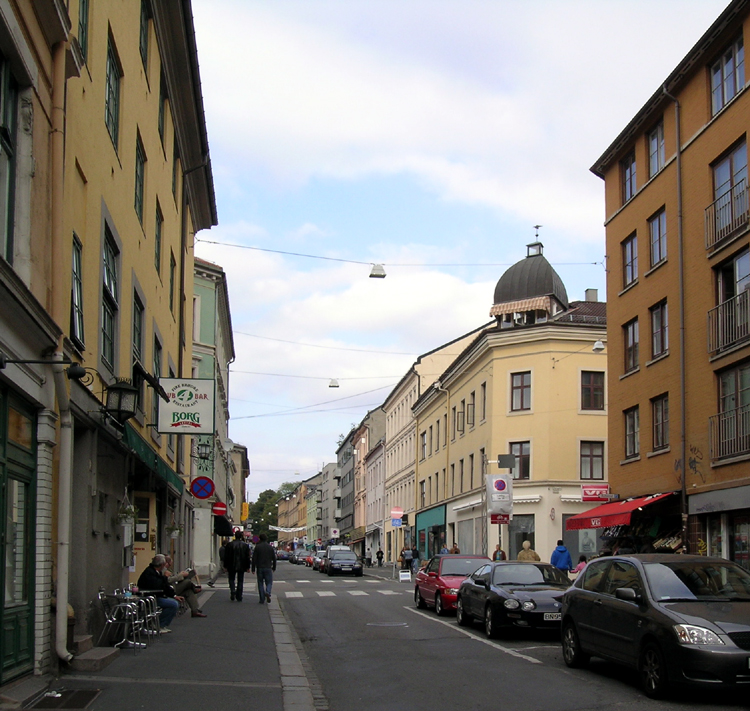
Markveien
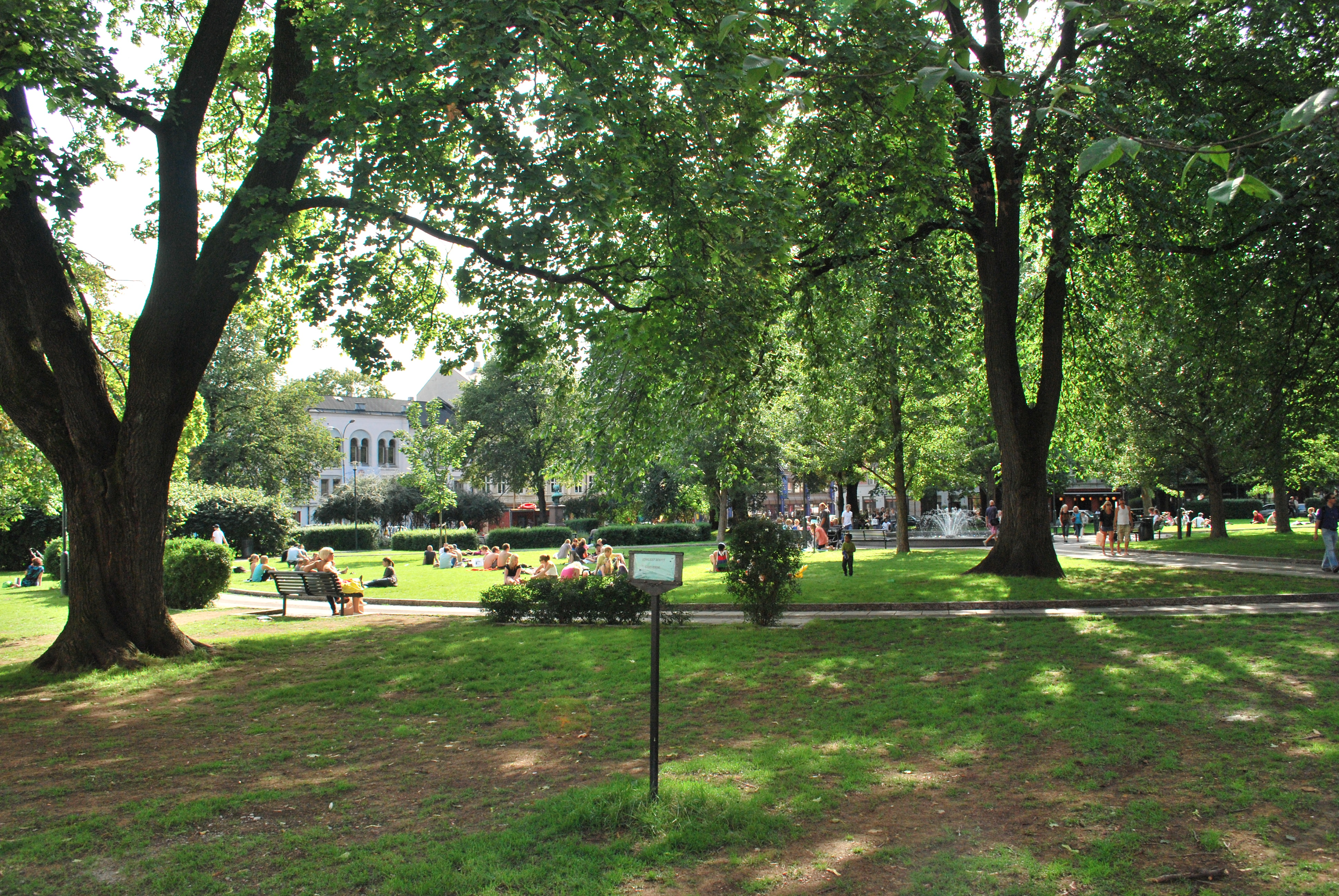
El parque en Olaf Ryes plass